# Sci alpino ai X Giochi olimpici invernali
Le gare di sci alpino ai X Giochi olimpici invernali di Grenoble 1968 si disputarono dal 9 al 17 febbraio sulle piste di Chamrousse; il programma incluse gare di discesa libera, slalom gigante e slalom speciale, sia maschili sia femminili, valide anche ai fini dei Campionati mondiali e della Coppa del Mondo 1968.

## Risultati

### Uomini

#### Discesa libera
| Pos. | Atleta               | Nazione        | Tempo   |
| ---- | -------------------- | -------------- | ------- |
| 1    | Jean-Claude Killy    | Francia        | 1:59,85 |
| 2    | Guy Périllat         | Francia        | 1:59,93 |
| 3    | Jean-Daniel Dätwyler | Svizzera       | 2:00,32 |
| 4    | Heini Messner        | Austria        | 2:01,03 |
| 5    | Karl Schranz         | Austria        | 2:01,89 |
| 6    | Ivo Mahlknecht       | Italia         | 2:02,00 |
| 7    | Gerhard Prinzing     | Germania Ovest | 2:02,10 |
| 8    | Bernard Orcel        | Francia        | 2:02,22 |
| 9    | Gerhard Nenning      | Austria        | 2:02,31 |
| 10   | Edmund Bruggmann     | Svizzera       | 2:02,36 |

#### Slalom gigante
| Pos. | Atleta            | Nazione     | Tempo   |
| ---- | ----------------- | ----------- | ------- |
| 1    | Jean-Claude Killy | Francia     | 3:29,28 |
| 2    | Willy Favre       | Svizzera    | 3:31,50 |
| 3    | Heini Messner     | Austria     | 3:31,83 |
| 4    | Guy Périllat      | Francia     | 3:32,06 |
| 5    | Billy Kidd        | Stati Uniti | 3:32,37 |
| 6    | Karl Schranz      | Austria     | 3:33,08 |
| 7    | Dumeng Giovanoli  | Svizzera    | 3:33,55 |
| 8    | Gerhard Nenning   | Austria     | 3:33,61 |
| 9    | Georges Mauduit   | Francia     | 3:33,78 |
| 10   | Jimmy Heuga       | Stati Uniti | 3:33,89 |

#### Slalom speciale
| Pos. | Atleta            | Nazione     | Tempo   |
| ---- | ----------------- | ----------- | ------- |
| 1    | Jean-Claude Killy | Francia     | 1:39,73 |
| 2    | Herbert Huber     | Austria     | 1:39,82 |
| 3    | Alfred Matt       | Austria     | 1:40,09 |
| 4    | Dumeng Giovanoli  | Svizzera    | 1:40,22 |
| 5    | Spider Sabich     | Stati Uniti | 1:40,49 |
| 6    | Andrzej Bachleda  | Polonia     | 1:40,61 |
| 7    | Jimmy Heuga       | Stati Uniti | 1:40,97 |
| 8    | Alain Penz        | Francia     | 1:41,14 |
| 9    | Rick Chaffee      | Stati Uniti | 1:41,19 |
| 10   | Peter Frei        | Svizzera    | 1:41,98 |

### Donne

#### Discesa libera
| Pos. | Atleta             | Nazione       | Tempo   |
| ---- | ------------------ | ------------- | ------- |
| 1    | Olga Pall          | Austria       | 1:40,87 |
| 2    | Isabelle Mir       | Francia       | 1:41,33 |
| 3    | Christl Haas       | Austria       | 1:41,41 |
| 4    | Brigitte Seiwald   | Austria       | 1:41,82 |
| 5    | Annie Famose       | Francia       | 1:42,15 |
| 6    | Felicity Field     | Gran Bretagna | 1:42,79 |
| 7    | Fernande Bochatay  | Svizzera      | 1:42,87 |
| 8    | Marielle Goitschel | Francia       | 1:42,95 |
| 9    | Florence Steurer   | Francia       | 1:43,00 |
| 10   | Nancy Greene       | Canada        | 1:43,12 |

#### Slalom gigante
| Pos. | Atleta             | Nazione        | Tempo   |
| ---- | ------------------ | -------------- | ------- |
| 1    | Nancy Greene       | Canada         | 1:51,97 |
| 2    | Annie Famose       | Francia        | 1:54,61 |
| 3    | Fernande Bochatay  | Svizzera       | 1:54,74 |
| 4    | Florence Steurer   | Francia        | 1:54,75 |
| 5    | Olga Pall          | Austria        | 1:55,61 |
| 6    | Isabelle Mir       | Francia        | 1:56,07 |
| 7    | Marielle Goitschel | Francia        | 1:56,09 |
| 8    | Divina Galica      | Gran Bretagna  | 1:56,58 |
| 9    | Gertrud Gabl       | Austria        | 1:56,85 |
| 10   | Burgl Färbinger    | Germania Ovest | 1:57,20 |

#### Slalom speciale
| Pos. | Atleta             | Nazione        | Tempo   |
| ---- | ------------------ | -------------- | ------- |
| 1    | Marielle Goitschel | Francia        | 1:25,86 |
| 2    | Nancy Greene       | Canada         | 1:26,15 |
| 3    | Annie Famose       | Francia        | 1:27,89 |
| 4    | Gina Hathorn       | Gran Bretagna  | 1:27,92 |
| 5    | Isabelle Mir       | Francia        | 1:28,22 |
| 6    | Burgl Färbinger    | Germania Ovest | 1:28,90 |
| 7    | Glorianda Cipolla  | Italia         | 1:29,74 |
| 8    | Bernadette Rauter  | Austria        | 1:30,44 |
| 9    | Olga Pall          | Austria        | 1:31,11 |
| 10   | Christine Laprell  | Germania Ovest | 1:31,25 |

## Medagliere per nazioni

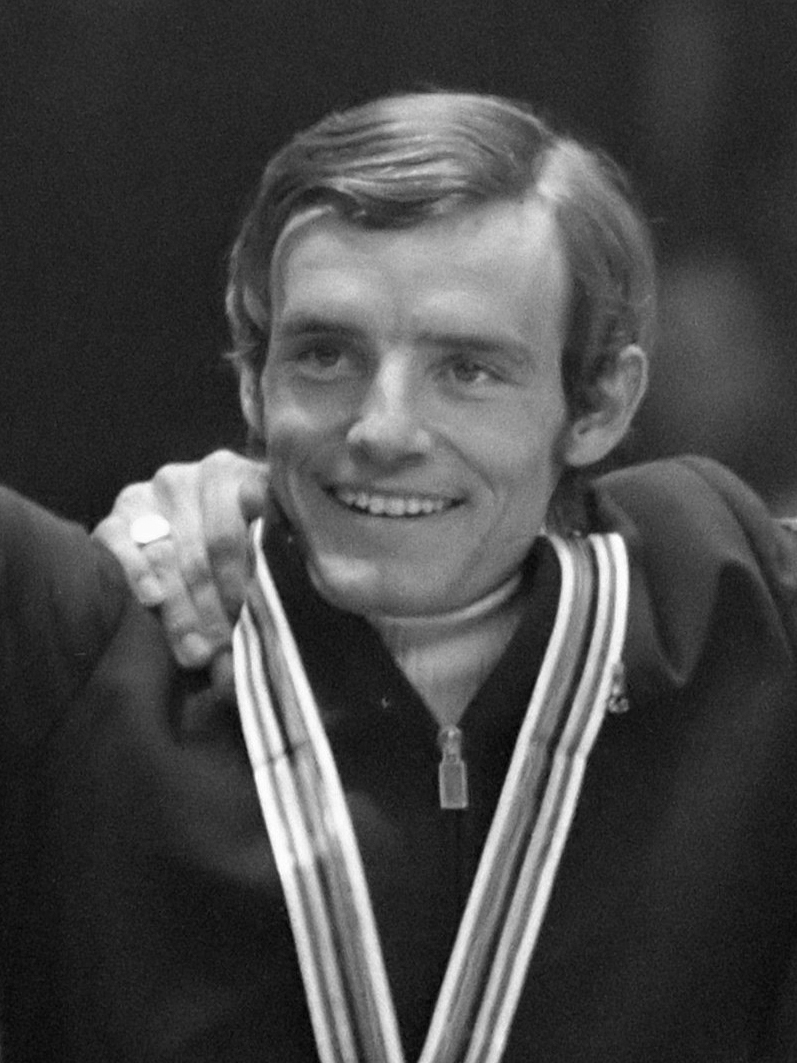
Jean-Claude Killy con la medaglia d'oro vinta nella discesa libera: lo sciatore francese conquistò tutti e tre i titoli olimpici in palio

| Pos. | Nazione  | Oro | Argento | Bronzo | Totale |
| ---- | -------- | --- | ------- | ------ | ------ |
| 1    | Francia  | 4   | 3       | 1      | 8      |
| 2    | Austria  | 1   | 1       | 3      | 5      |
| 3    | Canada   | 1   | 1       | 0      | 2      |
| 4    | Svizzera | 0   | 1       | 2      | 3      |